# Église Saint-Jean de Gouda
L’église Saint-Jean ou Grande Église (en néerlandais : Sint-Janskerk ou Grote Kerk) est une église de style gothique située à Gouda aux Pays-Bas. Elle est notamment renommée pour ses vitraux.

## Histoire
Reconstruite au XVIe siècle après trois incendies, l'église Saint-Jean (Sint Janskerk) devient un temple protestant en 1573 et a été restaurée au XXe siècle.

## Description
L'église a été construite dans le style gothique tardif. Les vitraux, datant du XVIe siècle, ont été réalisés en grande partie par les frères Wouter et Dirk Crabeth. Ces derniers ont en effet peint de 1555 à 1577 douze des vitraux présents dans l'église et qui proviennent de dons. Les autres vitraux, terminés en 1603, ont été réalisés par les élèves des frères Crabeth. Une grande partie de ces vitraux ont été restaurés au XVIIe siècle, au XIXe siècle et au XXe siècle. Un vitrail remarquable a été réalisé en 1947 par Charles Eyck, représentant la Libération des Pays-Bas après l'occupation allemande de 1940-1945.
L'église compte au niveau du chevet sept petits vitraux (datant de 1556 à 1559) de l'école de Crabeth provenant d'un cloître de Gouda et placés dans le chœur en 1934, il s'y trouve un orgue réalisé en 1732, la clôture date quant à elle de 1782. Trois tombeaux des XVIe siècle et XVIIe siècle y sont placés.

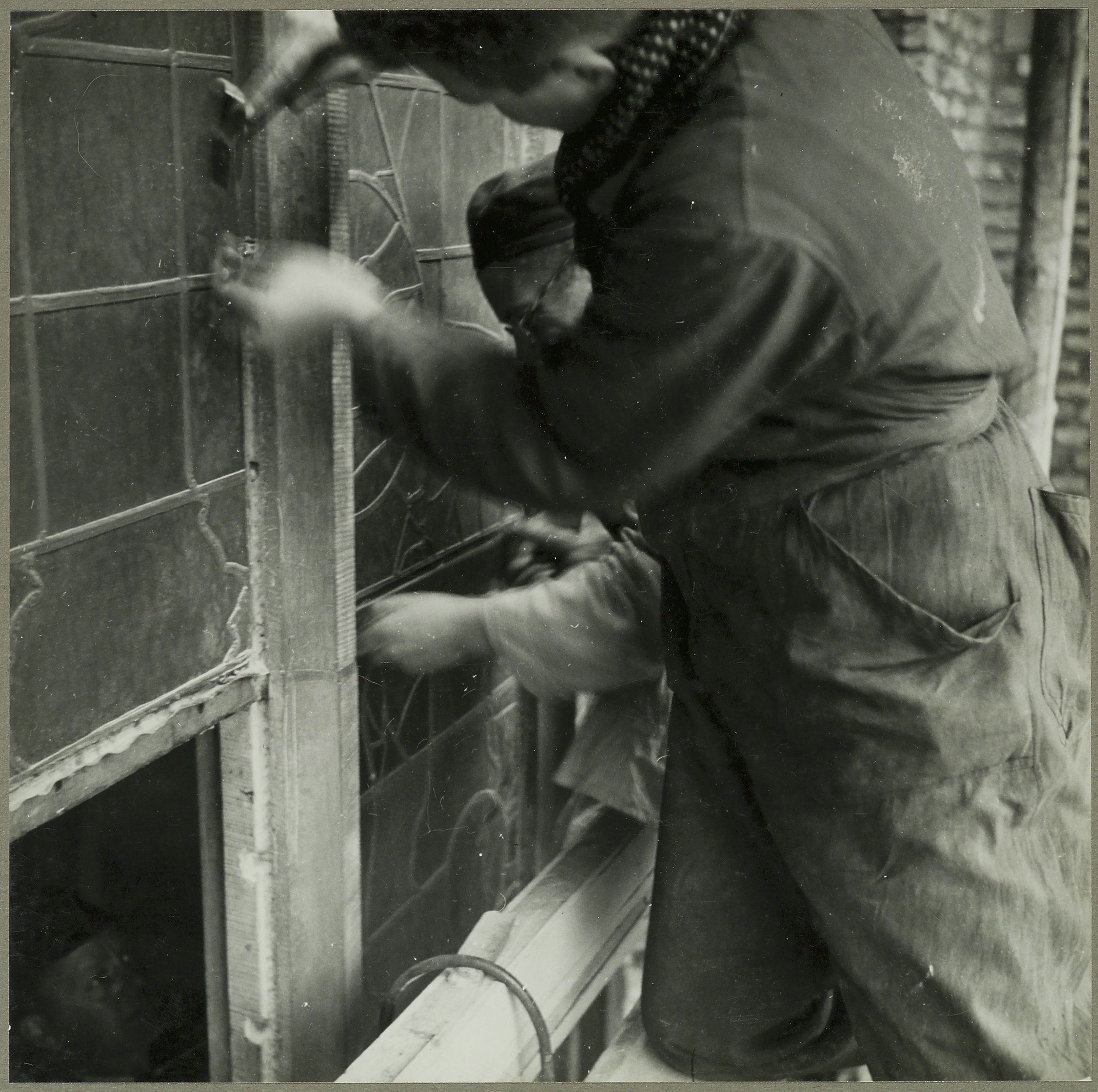
Des travailleurs renforcent les vitraux pour la sécurité pendant la guerre de 1939-1945.
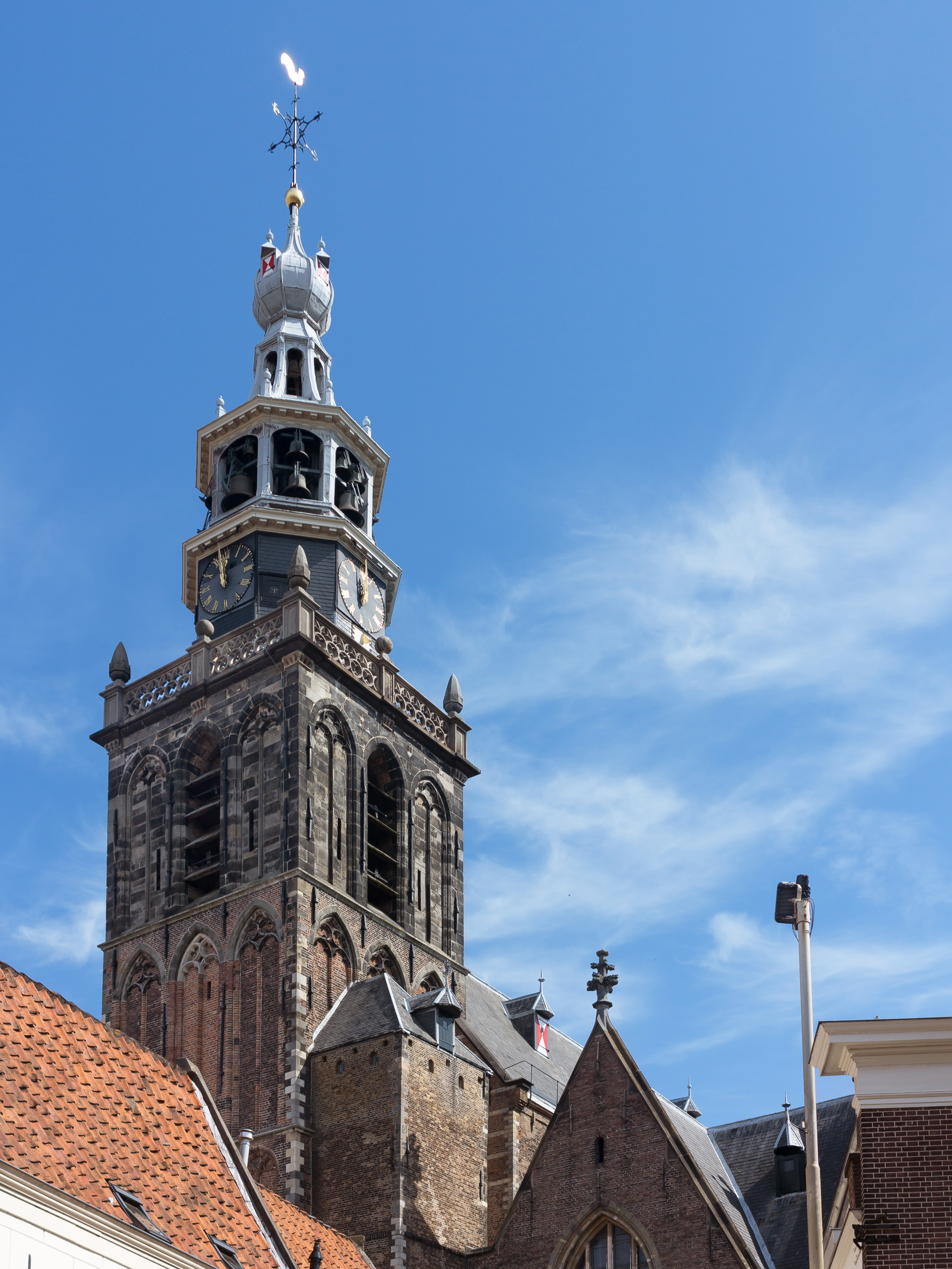
La tour de l'église Saint-Jean.
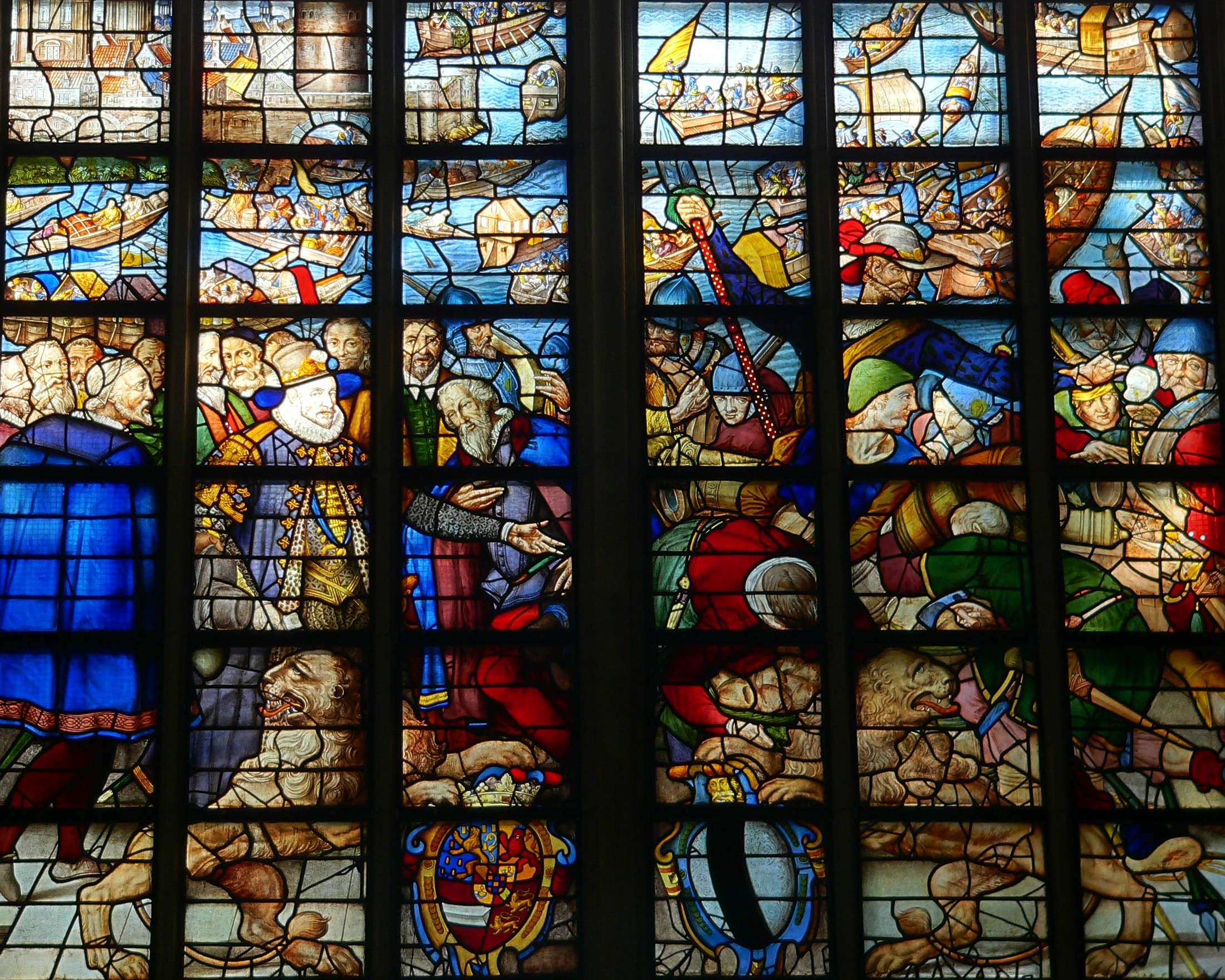
Détail du vitrail no 25 représentant Guillaume d'Orange, réalisé en 1603 par Dirck Verheyden et Dirck Reijniersz van Douwe d'après des dessins de Isaac Claesz van Swanenburg.

### Liste des vitraux réalisés par les frères Crabeth
- Le Christ répondant aux disciples de Saint Jean (1556) ;
- La consécration du temple de Salomon (1557) ;
- La reine de Saba devant le trône de Salomon (1561) ;
- Le Sacrifice du prophète Elie (1562) ;
- Le lavement des pieds (1562) ;
- La Nativité (1564) ;
- Héliodore, le voleur du temple, châtié par les anges (1566) ;
- Jésus chassant les marchands du temple (1567), restauré en 1657 par D. Zomberg ;
- Judith délivrant Béthulie et la décapitation d'Holopherne (1571) ;
- Jonas rejeté par la baleine (1565-1571) ;
- Balaam sur son ânesse (1565-1571) ;
- La Cène, détruite en 1790 et restaurée par Jean Schouten de Delft[1].